# 小泉站

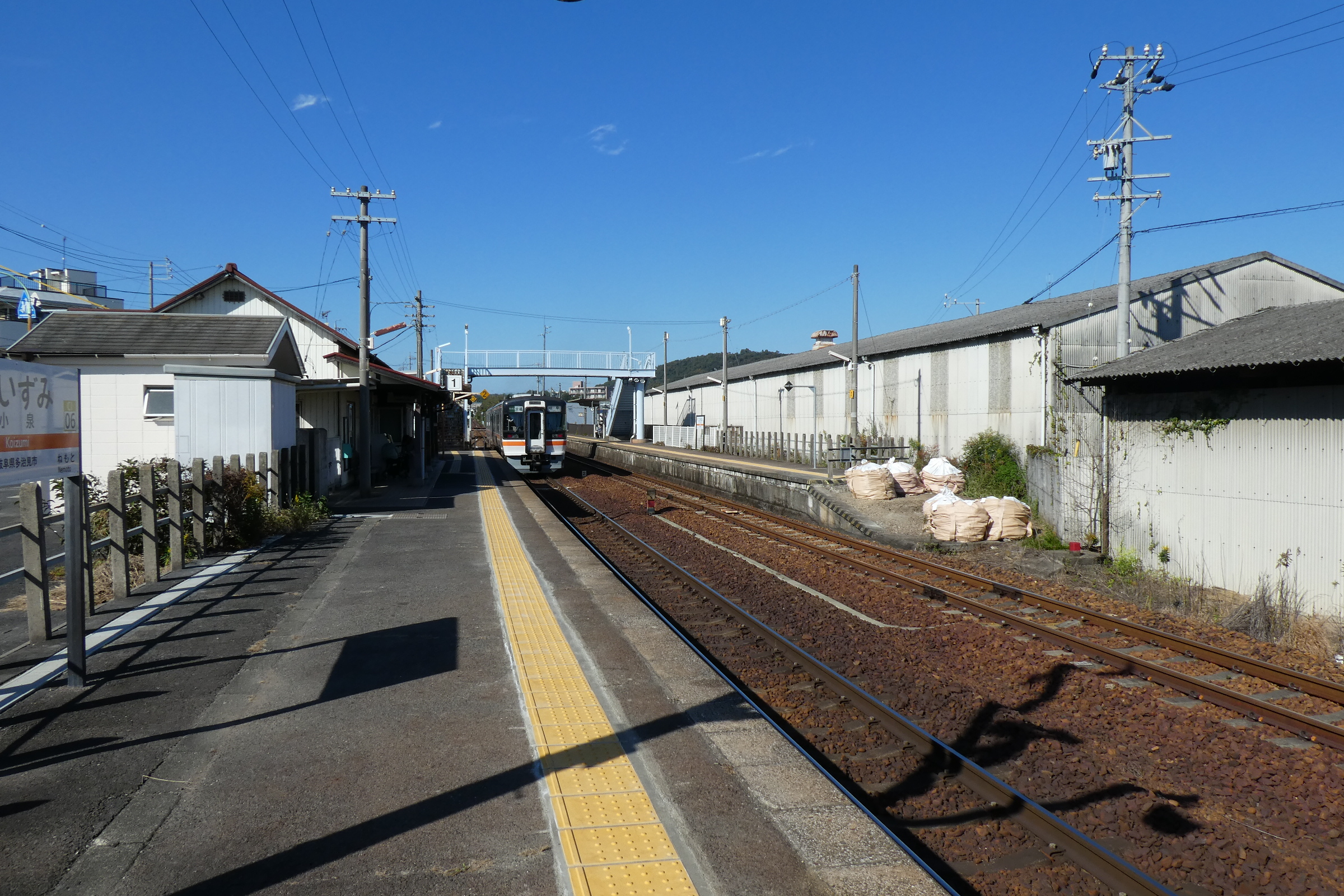
站內（2019年11月）

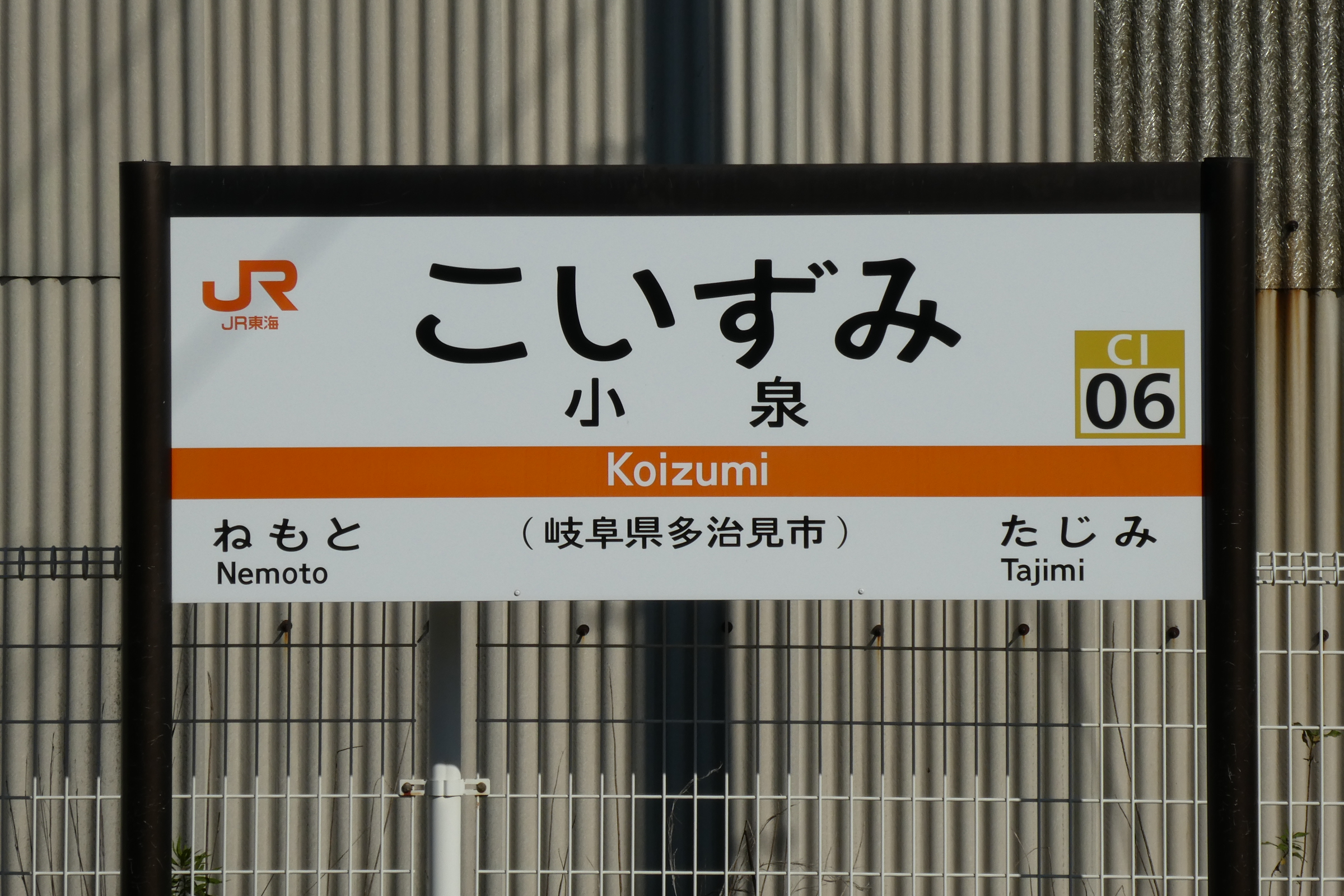
站名牌（2019年11月）

小泉站（日语：／ Koizumi eki */?）是位於岐阜縣多治見市小泉町，屬於東海旅客鐵道（JR東海）的太多線車站。

## 歷史
- 1918年（大正7年）12月28日 - 東濃鐵道（第一代）（日语：東濃鉄道 (初代)）新多治見站至廣見站之間開通，此站啟用。當時為旅客車站。
- 1919年（大正8年）8月13日 - 開設貨物業務。
- 1926年（大正15年）9月25日 - 東濃鐵道國有化，成為鐵道省太多線車站。
- 1928年（昭和3年）10月1日 - 隨著改軌距，車站遷移至現地。
- 1972年（昭和47年） - 成為業務委託車站。
- 1972年（昭和47年）5月1日 - 終止貨運業務。
- 1987年（昭和62年）4月1日：伴隨國鐵分割民營化，車站由東海旅客鐵道（JR東海）營運。
- 2010年（平成22年）3月13日 - 此站開始可以使用IC卡「TOICA」[1]。

## 車站構造
本站在國鐵時代撒走的列車交會設備於1989年重新設置，使現時站內設有2面2線的相對式月台。此站也設有側線，並停泊著維修用的車輛。站房位於美濃太田方向月台側，兩月台之間透過跨線橋連接。
此站是由多治見站管理的業務委託車站，並委托東海交通事業負責車站業務。站內設有JR全線售票處與IC卡專用簡易閘機，早上和晚上沒有車站職員當值。

### 月台
| 月台 | 路線   | 上下行 | 方向               |
| ---- | ------ | ------ | ------------------ |
| 1    | 太多線 | 上行   | 可兒、美濃太田方向 |
| 2    | 太多線 | 下行   | 多治見方向         |

## 使用狀況
根據「岐阜縣統計書」和「多治見統計」，以下為此站1日平均乘車人次變化：
| 年度   | 一日平均 乘車人次 |
| ------ | ----------------- |
| 1998年 | 1,599             |
| 1999年 | 1,539             |
| 2000年 | 1,540             |
| 2001年 | 1,423             |
| 2002年 | 1,337             |
| 2003年 | 1,344             |
| 2004年 | 1,366             |
| 2005年 | 1,376             |
| 2006年 | 1,363             |
| 2007年 | 1,324             |
| 2008年 | 1,335             |
| 2009年 | 1,245             |
| 2010年 | 1,268             |
| 2011年 | 1,253             |
| 2012年 | 1,262             |
| 2013年 | 1,250             |
| 2014年 | 1,239             |
| 2015年 | 1,290             |
| 2016年 | 1,337             |
| 2017年 | 1,345             |
| 2018年 | 1,342             |

## 車站周邊
- 多治見市政廳小泉事務所
- 東濃信用金庫（日语：東濃信用金庫）商店外ATM
- JA陶都（日语：陶都信用農業協同組合）小泉分店
- 多治見美濃批發中心
- 多治見小泉郵局
- 高社山
- 多治見市立小泉小學
- 多治見市立小泉中學
- 多治見西高等學校·附屬中學（日语：多治見西高等学校・附属中学校）
- 多治見intermall（日语：多治見インターモール）
- 中央自動車道多治見交匯處
- 國道248號（日语：国道248号）

## 巴士路線
巴士站名為小泉站前。
- 桔梗巴士（日语：ききょうバス）
  - 旭丘·小泉路線（星期四服務） ： 明和町3丁目/綜合福祉中心、大平公園

## 相鄰車站
東海旅客鐵道（JR東海）
 太多線
多治見（CI07）－小泉（CI06）－根本（CI05）

## 注腳
1. ↑   (PDF) (新闻稿). 東海旅客鉄道. 2009-12-21  [2020-12-19]. （原始内容 (PDF)存档于2020-12-19） （日语）.
2. 1 2  在站內的標記。詳情參閱JR東海官方網站中各站時間表 （页面存档备份，存于）（截至2015年1月）。